# 湖南省外国专家局
湖南省外国专家局是中华人民共和国湖南省人民政府负责管理来湖南工作的外国专家及香港、澳门、台湾专家；负责全省国家机关、企业事业单位人员出国及赴香港、澳门、台湾培训工作的部门管理机构，现由湖南省人力资源和社会保障厅管理。加挂湖南省引进国外智力办公室牌子。

## 机构设置
- 综合与境外培训处
- 境外专家管理服务处
- 境外人才与智力引进处[1]